# Умершие в феврале 1998 года
Это список известных людей, соответствующих установленным критериям значимости (см. Википедия:Критерии значимости персоналий), умерших в феврале 1998 года.
Причина смерти указывается лишь в исключительных случаях (убийство, самоубийство, гибель в результате военных действий, смертная казнь, ДТП или несчастные случаи). В остальных случаях — не указывается.
- 3 февраля — Виктор Конев (73) — участник Великой Отечественной войны, Герой Советского Союза.
- 4 февраля — Владимир Клюев (73) — советский политический деятель, министр лёгкой промышленности СССР (1985—1989).
- 4 февраля — Ростислав Озмидов (70) — советский и российский учёный-океанолог, организатор, теоретик и экспериментатор.
- 5 февраля — Альмар Серебреников (65) — советский, украинский кинооператор и режиссёр-документалист.
- 6 февраля — Виктор Орехов (88) — ботаник, селекционер гладиолусов и лилий.
- 6 февраля — Николай Старшинов (73) — русский советский поэт.
- 6 февраля — Тосиаки Танака (62) — японский игрок в настольный теннис, многократный победитель мировых чемпионатов.
- 6 февраля — Фалько (40) — австрийский музыкант; автокатастрофа.
- 6 февраля — Клод Эриньяк (60) — французский политик, префект Корсики; убит.
- 8 февраля — Василий Доленко (96) — советский грузинский режиссёр по монтажу, народный артист Грузинской ССР.
- 8 февраля — Халлдор Кильян Лакснесс (95) — исландский писатель, лауреат Нобелевской премии по литературе за 1955 год.
- 9 февраля — Владимир Грязнов (73) — Герой Советского Союза.
- 9 февраля — Николай Семёнов — полный кавалер ордена Славы.
- 9 февраля — Константин Тыртов (75) — советский киноактёр. Мастер дубляжа.
- 10 февраля — Василий Алин (83) — Герой Советского Союза.
- 10 февраля — Радомир Василевский (67) — советский и украинский кинооператор и кинорежиссёр, Заслуженный деятель искусств Украинской ССР (1973).
- 10 февраля — Андрей Кирпань (50) — советский и украинский валторнист, дирижёр и педагог.
- 10 февраля — Иван Ященко (79) — Герой Советского Союза.
- 11 февраля — Ефим Мандрыкин (83) — Герой Советского Союза.
- 14 февраля — Матвей Вайнруб (87) — командующий бронетанковыми и механизированными войсками 8-й гвардейской армии 1-го Белорусского фронта, гвардии генерал-лейтенант танковых войск. Герой Советского Союза.
- 14 февраля — Пётр Паламарчук (42) — российский писатель, литературовед, историк, юрист.
- 16 февраля — Дебора Пантофель-Нечецкая (93) — советская оперная певица и пианистка, музыкальный педагог.
- 16 февраля — Виктор Кузнецов (47) — русский советский хоккеист, чемпион мира, тренер[1].
- 17 февраля — Василий Писклов (76) — Герой Советского Союза.
- 17 февраля — Эрнст Юнгер (102) — немецкий писатель, мыслитель.
- 17 февраля — Мария-Луиза фон Франц (83) — доктор философии, сотрудница, единомышленница и ближайшая коллега Карла Густава Юнга.
- 18 февраля — Дмитрий Алёхин — Герой Социалистического Труда.
- 18 февраля — Александр Гуляев (89) — металловед, шахматный композитор, международный гроссмейстер и международный арбитр.
- 19 февраля — Лариса Тарковская (ур. Егоркина) — актриса, вторая жена Андрея Тарковского (род. в 1933 или 1938).
- 21 февраля — Карл Гайер (98) — австрийский футболист.
- 21 февраля — Иван Ковшаров (86) — подполковник Советской Армии, участник Великой Отечественной войны, Герой Советского Союза.
- 21 февраля — Иван Сухоруков (75) — Герой Советского Союза.
- 22 февраля — Владимир Струминский (83) — советский и российский учёный в области аэродинамики, летательных аппаратов и теоретических основ самолётостроения.
- 23 февраля — Василий Игнатов (76) — советский график, художник театра, мультипликатор, иллюстратор.
- 24 февраля — Григорий Губарев (72) — Герой Советского Союза.
- 24 февраля — Григорий Корень (63) — украинский художник-шестидесятник, заслуженный деятель искусств Украины.
- 24 февраля — Борис Шамаев (79) — один из руководителей восстания заключенных в Горлаге (Норильск) в 1953 году.
- 25 февраля — Сантамария, Бартоломью Аугустин (82) — австралийский журналист и политик.
- 25 февраля — Талли Филмус (94) — американский живописец.
- 25 февраля — Михаил Хомуло (78) — советский военачальник, заместитель Главкома сухопутных сил, командующий Сибирским военным округом.
- 25 февраля — Александр Щербак (77) — участник Великой Отечественной войны, Герой Советского Союза.
- 25 февраля — Ванда Якубовская (90) — польский кинорежиссёр.
- 26 февраля — Степан Неустроев (75) — советский офицер, командир батальона, штурмовавшего Рейхстаг, Герой Советского Союза.
- 26 февраля — Виктор Чернецов (72) — Герой Советского Союза.
- 26 февраля — Теодор Шульц (95) — американский экономист, лауреат Нобелевской премии по экономике (1979).
- 27 февраля —  Георгий Гусляков — герой Великой Отечественной войны, механик-водитель танка Т-34 (69-й гвардейский танковый полк, 21-я гвардейская механизированная бригада, 8-й гвардейский механизированный корпус, 1-я гвардейская танковая армия). Герой Российской Федерации (1994)
- 27 февраля — Гусейн Рази (73) — азербайджанский поэт, драматург, общественный деятель.
- 27 февраля — Джордж Хитчингс (92) — американский биохимик, лауреат Нобелевской премии по физиологии и медицине (1988).
- 28 февраля — Иван Архипов (90) — советский государственный и партийный деятель, 1-й заместитель председателя СМ СССР, Герой Социалистического Труда (1977)
- 28 февраля — Василий Клевцов (89) — участник Великой Отечественной войны, Герой Советского Союза.
- 28 февраля — Владимир Тимошенко (85) — участник Великой Отечественной войны, Герой Советского Союза.